# شقارى (نبات)
شقارى أو شقارة؛ واسمه العلمي (Matthiola longipetala) هي عشبة حولية تفوح منها رائحة عطرة مساءًا، أزهارها ذات لون ارجواني وعرضها ما بين 1 إلى 2 سم، يصل طول النبته إلى 45 سم. يستخدم النبات في الزراعة المنزلية والحدائق.

## الانتشار
ينتشر في مناطق واسعة من العالم، منها أمريكا الشمالية وأوروبا وشبه الجزيرة العربية وشمال افريقيا وآسيا.